# Cacilda Borges Barbosa
Cacilda Campos Borges Barbosa (Rio de Janeiro, 18 de maig de 1914 - 6 d’agost de 2010) va ser professora de música, directora, compositora i pianista brasilera. Cacilda pertany a la generació d’autors que van estendre la seva producció entre 1940 i començaments del segle XXI. També fou una de les pioneres de la música electrònica al Brasil.

## Vida
Cacilda va néixer a Rio de Janeiro, Brasil. Des de petita va presentar interès per la música i va gaudir del suport de la seva família. El 1928 va entrar a l'Escola Nacional de Música, a Rio de Janeiro, on va estudiar harmonia amb Lima Coutinho, contrapunt i fuga amb Lorenzo Fernández, composició amb Paulo Silva, piano amb Antônio Francisco Braga, direcció amb Paulinho Chaves i calirrítmia i califasia amb Francisco Mignone. També va rebre lliçons de cant amb Maria Figueiró Bezerra i Vera Janacópulos i d'instrumentació amb Ernst Widmer.
Després de completar la seva educació, Cacilda va treballar com a pianista interpretant valsos i chorinhos a grups de dansa i va compondre peces per a ells. Al 1950 va publicar el primer volum de la sèrie Estudos Brasileiros para Canto i va esdevenir directora de l’orquestra de radio Mayrink Veiga. Va participar en projectes educatius juntament amb Heitor Villa-Lobos des de 1930 (en la Superintendência de Educação Musical e Artística (SEMA)) i va ser la primera directora de l’actual Institut Villa-Lobos de Rio de Janeiro. Durant aquests anys també va ser cap del Servei d'Educacó Musical de l'estat de Guanabara (actualment part de l'estat de Rio de Janeiro). En la dècada de 1950 va ser professora de música de cambra a l’Escola Nacional de Música i, fins a la dècada del 1990, va ensenyar composició en el Conservatori Brasiler de Música i ritmoplastia en l’Escola de Dansa del Teatre Municipal de Rio de Janeiro a més a més de donar classe en moltes altres escoles de música del Brasil. L’any 1971 va dirigir un cor amb unes 40.000 veus amb estudiants de les escoles de música oficials de Rio, en commemoració de la Setmana de la Independència de Brasil (també anomenada Semana da Pátria). El 1988 va escriure Diorama, una obra didàctica amb 50 estudis per a piano basats en ritmes brasilers i que té com a objectiu preparar l'estudiant per als Estudos Brasileiros. El 6 d’agost de 2010, Cacilda va morir a la ciutat de Volta Redonda, deixant una gran llegat d’obres, moltes amb valor pedagògic. Part del seu treball encara roman en manuscrit en la col·lecció de la família Barbosa.

## Ritmoplàstia
La ritmoplàstia és un mètode que va crear Cacilda per transcriure danses populars i folklòriques brasileres. Amb l’ajuda de la coreògrafa Clara Semeles, Cacilda va desenvolupar aquesta escriptura que combina notació musical amb plastias, símbols que representen gestos corporals. Aquestes plastias es col·loquen sota dels ritmes escrits amb notació musical.
A continuació hi ha alguns exemples de plastias:
| Símbol            | Portuguès                   | Català                      |
|                   | palmas                      | picada de mans              |
|                   | flaxão (pernas flexionadas) | flexió (cames flexionades)  |
|                   | tensão (pernas estendidas)  | tensió (cames esteses)      |
|                   | passo à frente              | pas endavant                |
|                   | passo para direita          | pas a la dreta              |
|                   | passo para esquerda         | pas a l'esquerra            |
|                   | passo para trás             | pas enrere                  |
|                   | pés juntos                  | peus junts                  |
| (esquerre) (dret) | perna elevada à frente      | cama aixecada endavant      |
| (esquerre) (dret) | perna elevada atrás         | cama aixecada enrere        |
| (esquerre) (dret) | perna elevada ao lado       | cama aixecada cap al costat |
|                   | molejo                      | balancejar-se               |
|                   | braços ao lado              | braços cap als costats      |
|                   | braços para baixo           | braços cap avall            |
|                   | braços para cima            | braços cap amunt            |
|                   | sapateado                   | cop de peu                  |

## Obra
La seva obra inclou diferents estudis per cant, piano i acordió, ballets, peces orquestrals i de cambra, a més a més de desenes de fugues instrumentals. La col·lecció de Dioramas, peces amb objectiu pedagògic per a piano, tenen una àmplia divulgació.
La seva obra inclou:
- Procissão da Chuva (amb lletra de Wilson Rodrigues), 1986
- Estudos Brasileiros para piano e canto, 1950
- Estudos Brasileiros para piano, 1965
- Little Entrance Music
- Chibraseando, 1973
- Cota zero, 1969
- Lamentações onomatopaicas
- Missa em fugas, 1971
- Segunda missa brasileira, 1968
- Uirapiranga (ballet), 1955
- Fugas
- Tríptico
- Trio de Palhetas
- Estrela do Mar
- Rio de Janeiro - suíte para cordas
- Concerto para trombone
- Trio para trombones
- Solo para flauta doce e piano
- Fuga XIX

També ha escrit diferents obres de caràcter pedagògic, com per exemple:
- Educação musical através do teclado (com Maria de Lourdes Junqueira Gonçalves), 5 vol.
- Estudos de ritmo e som, nos níveis preparatórios, 1º, 2º, 3º e 4º anos
- Diorama para piano nos níveis preparatório, 1º, 2º e 3º anos